# Masters of Formula 3 2014
De Zandvoort Masters 2014 is de vierentwintigste editie van de Masters of Formula 3. De race, waarin Formule 3 teams uit verschillende Europese kampioenschappen tegen elkaar uitkomen, werd verreden op 6 juli 2014 op het Circuit Park Zandvoort. Omdat er deze editie met auto's in de oude specificaties wordt gereden mag de race niet officieel de Formule 3 naam dragen. Omdat deze auto's uitsluitend in het Duits en Brits kampioenschap actief zijn, en het Europees kampioenschap een week na de Masters een race heeft in Rusland, is het startveld met 11 auto's relatief klein.

## Inschrijvingen
| Team                  | No | Coureur            | Motor      | Kampioenschap               |
| --------------------- | -- | ------------------ | ---------- | --------------------------- |
| Motopark              | 1  | Max Verstappen     | Volkswagen | Europees Formule 3          |
| Motopark              | 2  | Indy Dontje        | Volkswagen | Duitse Formule 3            |
| Motopark              | 3  | Nabil Jeffri       | Volkswagen | Duitse Formule 3            |
| van Amersfoort Racing | 5  | Sam MacLeod        | Volkswagen | Brits Formule 3             |
| van Amersfoort Racing | 6  | Jules Szymkowiak   | Volkswagen | Europees Formule 3          |
| Double R Racing       | 7  | Dennis van de Laar | Mercedes   | Europees Formule 3          |
| Double R Racing       | 8  | Andy Chang         | Mercedes   | Britse Formule 3            |
| Double R Racing       | 9  | Camren Kaminsky    | Mercedes   | Britse Formule 3            |
| Fortec Motorsport     | 10 | Martin Cao         | Mercedes   | Britse Formule 3            |
| ADM Motorsport        | 17 | Nikita Zlobin      | Volkswagen | Duitse Formule 3            |
| Performance Racing    | 20 | Steijn Schothorst  | Volkswagen | Eurocup Formule Renault 2.0 |

## Kwalificatie
| Pos. | Nr. | Rijder             | Team                  | Q1       | Q2       |
| ---- | --- | ------------------ | --------------------- | -------- | -------- |
| 1    | 1   | Max Verstappen     | Motopark              | 1:48.219 | 1:32.628 |
| 2    | 5   | Sam MacLeod        | van Amersfoort Racing | 1:49.329 | 1:33.248 |
| 3    | 3   | Nabil Jeffri       | Motopark              | 1:49.627 | 1:33.412 |
| 4    | 20  | Steijn Schothorst  | Performance Racing    | 1:50.636 | 1:33.481 |
| 5    | 6   | Jules Szymkowiak   | van Amersfoort Racing | 1:47.495 | 1:33.553 |
| 6    | 9   | Indy Dontje        | Motopark              | 1:48.607 | 1:33.691 |
| 7    | 8   | Andy Chang         | Double R Racing       | 1:51.248 | 1:33.834 |
| 8    | 7   | Dennis van de Laar | Double R Racing       | 1:49.461 | 1:33.992 |
| 9    | 10  | Martin Cao         | Fortec Motorsport     | 1:51.223 | 1:34.108 |
| 10   | 9   | Camren Kaminsky    | Double R Racing       | 1:50.379 | 1:34.831 |
| 11   | 17  | Nikita Zlobin      | ADM Motorsport        | 4:48.374 | 1:34.909 |

## Race
| Pos. | Nr. | Rijder             | Team                  | Ronden | Tijd/Verschil | Grid |
| ---- | --- | ------------------ | --------------------- | ------ | ------------- | ---- |
| 1    | 1   | Max Verstappen     | Motopark              | 25     | 39:49.252     | 1    |
| 2    | 20  | Steijn Schothorst  | Performance Racing    | 25     | +9.779        | 4    |
| 3    | 3   | Nabil Jeffri       | Motopark              | 25     | +10.979       | 3    |
| 4    | 2   | Indy Dontje        | Motopark              | 25     | +11.666       | 6    |
| 5    | 6   | Jules Szymkowiak*  | van Amersfoort Racing | 25     | +26.330       | 5    |
| 6    | 10  | Martin Cao         | Fortec Motorsport     | 25     | +28.602       | 9    |
| 7    | 17  | Nikita Zlobin      | ADM Motorsport        | 25     | +29.345       | 11   |
| 8    | 7   | Dennis van de Laar | Double R Racing       | 25     | +29.488       | 8    |
| 9    | 9   | Camren Kaminsky    | Double R Racing       | 25     | +32.521       | 10   |
| 10   | 8   | Andy Chang         | Double R Racing       | 25     | +35.030       | 7    |
| DNF  | 5   | Sam MacLeod        | van Amersfoort Racing | 0      | Botsing       | 2    |

(*) Jules Szymkowiak finishte op de tweede positie in de race, maar ontving een tijdstraf van 20 seconden vanwege zijn betrokkenheid bij de crash van zijn teamgenoot Sam MacLeod in de eerste bocht.
1991 · 1992 · 1993 · 1994 · 1995 · 1996 · 1997 · 1998 · 1999 · 2000 · 2001 · 2002 · 2003 · 2004 · 2005 · 2006 · 2007 · 2008 · 2009 · 2010 · 2011 · 2012 · 2013 · 2014 · 2015 · 2016
Lijst van coureurs